# Nanfeng, Anhui
Nanfeng är en köping i östra Kina. Den ligger i Langxi härad i staden Xuancheng i provinsen Anhui, omkring 200 kilometer sydost om provinshuvudstaden Hefei. Antalet invånare är 29 587. Befolkningen består av 14 439 kvinnor och 15 148 män. Barn under 15 år utgör 16,0 %, vuxna 15-64 år 73 %, och äldre över 65 år 10,0 %.